# Brisantgranaat
Een brisantgranaat is een explosief voor militair gebruik. Dit type granaat bestaat uit een met springstof gevulde stalen huls die bij ontploffing in scherven breekt. De scherven vliegen in het rond en kunnen schade toebrengen in de ruime omgeving.
De brisantgranaat werd in de jaren tachtig van de negentiende eeuw ontwikkeld. De term brisantie verwijst naar het versplinterend effect van een springstof. De oorspronkelijke brisantgranaten ontploften doordat ze hun doel of een ander hard object raakten, bij modernere versies kan de ontploffing ook ingeleid worden door sensoren, programmatuur of bediening op afstand.
De ontwikkeling van de brisantgranaat leidde ertoe dat de bouw van het Fort bij Abcoude van de Stelling van Amsterdam in 1885 werd stilgelegd om het ontwerp aan de explosieve kracht van deze nieuwe granaat te kunnen aanpassen. Een ander gevolg was dat ondergrondse gangen in forten zoals dat in het fort van Mutzig eivormig werden aangelegd om aan de kracht van deze granaat te weerstaan.